# Ça fait mal
Singles de Christophe Maé
Parce qu'on sait jamais
(2007) Belle demoiselle
(2008)
Pistes de Mon paradis
Parce qu'on sait jamais L'art et la manière
Ça fait mal est une chanson de Christophe Maé parue en 2007 dans l'album Mon paradis. Elle parle d'une petite fille que Christophe Maé a rencontrée lors de la tournée du Roi Soleil[réf. nécessaire]. Son père était parti et la petite fille était très triste. Christophe Maé lui a laissé son numéro de téléphone, puis a écrit cette chanson.